# 达格玛拉·多敏齐克
达格玛拉·多敏奇克（波蘭語：Dagmara Domińczyk，1976年7月17日-）是一位波兰裔美国女演员。她曾出演多部电影和电视剧。

## 生平
多敏齐克出生于波蘭凯尔采，是亚历山德拉和米罗斯瓦夫·多敏齐克的女儿，她的父母是波兰团结工会成员。由于父母的政治关系（她父亲参与国际特赦组织和团结运动），她于1983年作为寻求庇护者与家人搬到美国纽约市。
多敏齐克高中就读于曼哈顿，之后她继续在宾州匹兹堡卡内基梅隆大学戏剧学院学习，并于1998年毕业。1999年开始其演艺生涯。她曾出演《摇滚明星》(2001)、《基督山伯爵》(2002)、《引人入性》(2004)、《相信男人》(2005)、《孤独的心》(2006)、《和剪刀奔跑》(2006)、《高地》(2011)）、《信》（2012）、《移民》（2013）、《大石缝》（2014）、《一个女人，一个角色》（2016）、《助理風暴》（2019）和《暗處的女儿》（2021）。达格玛拉·多敏奇克还在HBO喜剧电视连续剧《继承之战》（2018-2023）中担任主要角色。
2013年，她出版了小说《波兰女孩的摇篮曲》。